# بوب كورتيس
بوب كورتيس (بالإنجليزية: Bob Curtis)‏ (25 يناير 1950 في المملكة المتحدة - 19 مارس 2010) هو لاعب كرة قدم بريطاني في مركز الدفاع. لعب مع تشارلتون أثلتيك ونادي كيترينغ تاون ونادي مانسفيلد تاون.

## وصلات خارجية
- بوب كورتيس على موقع قاعدة بيانات كرة القدم.إي يو (الإنجليزية)